# Joe Louis
Joe Louis, pseudonimo di Joseph Louis Barrow (La Fayette, 13 maggio 1914 – Paradise, 12 aprile 1981), è stato un pugile e golfista statunitense, fra i più popolari e prestigiosi campioni della storia del pugilato mondiale.
Peso massimo, soprannominato Brown Bomber oppure The People's Champ ("Il campione del popolo"), contribuì a rendere il pugilato uno sport popolare nel periodo conseguente al ritiro di Jack Dempsey, costruendosi una grande reputazione come atleta onesto e laborioso all'interno di una disciplina allora dominata dal gioco d'azzardo.
Fu detentore del titolo di campione del mondo per quasi 12 anni: dal 22 giugno 1937 al 1º marzo 1949, durante i quali vinse 27 match validi per il titolo mondiale, record rimasti ad oggi imbattuti nella categoria dei massimi. Fu insignito anche del premio di "pugile dell'anno", assegnato da Ring Magazine, in quattro occasioni (1936, 1938, 1939 e 1941). 
La sua figura ebbe un impatto culturale anche al di fuori dal pugilato: è infatti considerato il primo afroamericano ad aver ottenuto lo status di eroe nazionale, e fu un punto di riferimento del sentimento antinazista che condusse alla seconda guerra mondiale. Ebbe anche un ruolo determinante nell'integrazione e diffusione del gioco del golf, oltre che come praticante, presentandosi come sponsor in un evento PGA nel 1952, contribuendo a rompere le barriere razziali nello sport americano.

## Biografia

### Primi anni
Joseph Louis Barrow nacque il 13 maggio 1914 in una casa fatiscente a circa sei miglia a nord-ovest di La Fayette, nelle zone rurali della Contea di Chambers. Era il settimo degli otto figli di Munroe e Lillie (Reese) Barrow. Il padre era un afroamericano con alcuni antenati bianchi, mentre la madre era per metà Cherokee. Entrambi i genitori di Joe erano figli di ex schiavi e alternavano la mezzadria con l'allevamento di bestiame in affitto.
Louis trascorse i suoi primi 12 anni di vita nelle zone rurali dell'Alabama. Soffriva di un particolare impedimento, che non gli dava la possibilità di parlare correttamente. Parlò pochissimo fino ai sei anni. Louis sapeva poco del padre perché nel 1916, creduto mentalmente non sano, venne internato in un istituto psichiatrico. Intorno al 1920 sua madre Lillie, avendo ricevuto la falsa notizia che Munroe Barrow era morto si sposò con Pat Brooks, un imprenditore edile locale. In realtà Munroe era ancora in vita e morì nel 1938, senza sapere nulla della fama del figlio.
Nel 1926 la famiglia di Joe ebbe un alterco con il Ku Klux Klan e, prendendo parte alla grande migrazione afroamericana, si trasferì a Detroit, nel Michigan. La famiglia Barrow si stabilì in una casa presso 2700 Catherine (ora Madison) Street nel quartiere di Detroit detto Black Bottom. Louis frequentò la Bronson Vocational School per alcuni anni e sua madre tentò in qualche modo di avvicinarlo al mondo della musica, in particolare a fargli imparare a suonare un violino. Suo fratello trovò lavoro nella Ford e lo stesso Joe lavorò per un breve periodo nella piantagione del River Rouge.

### Carriera pugilistica

#### Dilettante
La grande depressione colpì anche la famiglia di Joe, ma come alternativa alle varie gang di strada, Louis cominciò a trascorrere il suo tempo in un centro ricreativo giovanile al n. 637 di Brewster Street, a Detroit.
Louis iniziò la sua carriera pugilistica da novizio probabilmente intorno al 1932, all'età di 17 anni, come peso mediomassimo. Secondo una leggenda, prima di un match, Louis, che sapeva a malapena leggere e scrivere, firmò così grande che non ci fu più posto per il suo cognome "Barrow". Venne perciò presentato come Joe Louis e divenne noto con quel nome per tutto il resto della carriera. Dopo il suo debutto (una sconfitta contro Johnny Miller) collezionò una numerosa serie di vittorie e vinse il campionato del club del suo centro ricreativo, culla di molti atleti aspiranti poi vincitori di Golden Gloves nazionali.
Nel 1933 Louis si aggiudicò il Golden Gloves della categoria dei novizi (pesi mediomassimi) dell'area di Detroit, prima di perdere il torneo open dei Golden Gloves di Chicago. L'anno seguente vinse nuovamente il Golden Gloves open di Detroit e trionfò nel torneo open di Chicago, sempre nei mediomassimi. Un infortunio alla mano lo costrinse a rinunciare ai Golden Gloves nazionali di New York-Chicago ma, nell'aprile 1934, vinse il Campionato nazionale AAU a Saint Louis. Terminò la carriera dilettantistica con il record di 50 vittorie, delle quali 43 per KO e 4 sconfitte.

#### Primi anni di professionismo

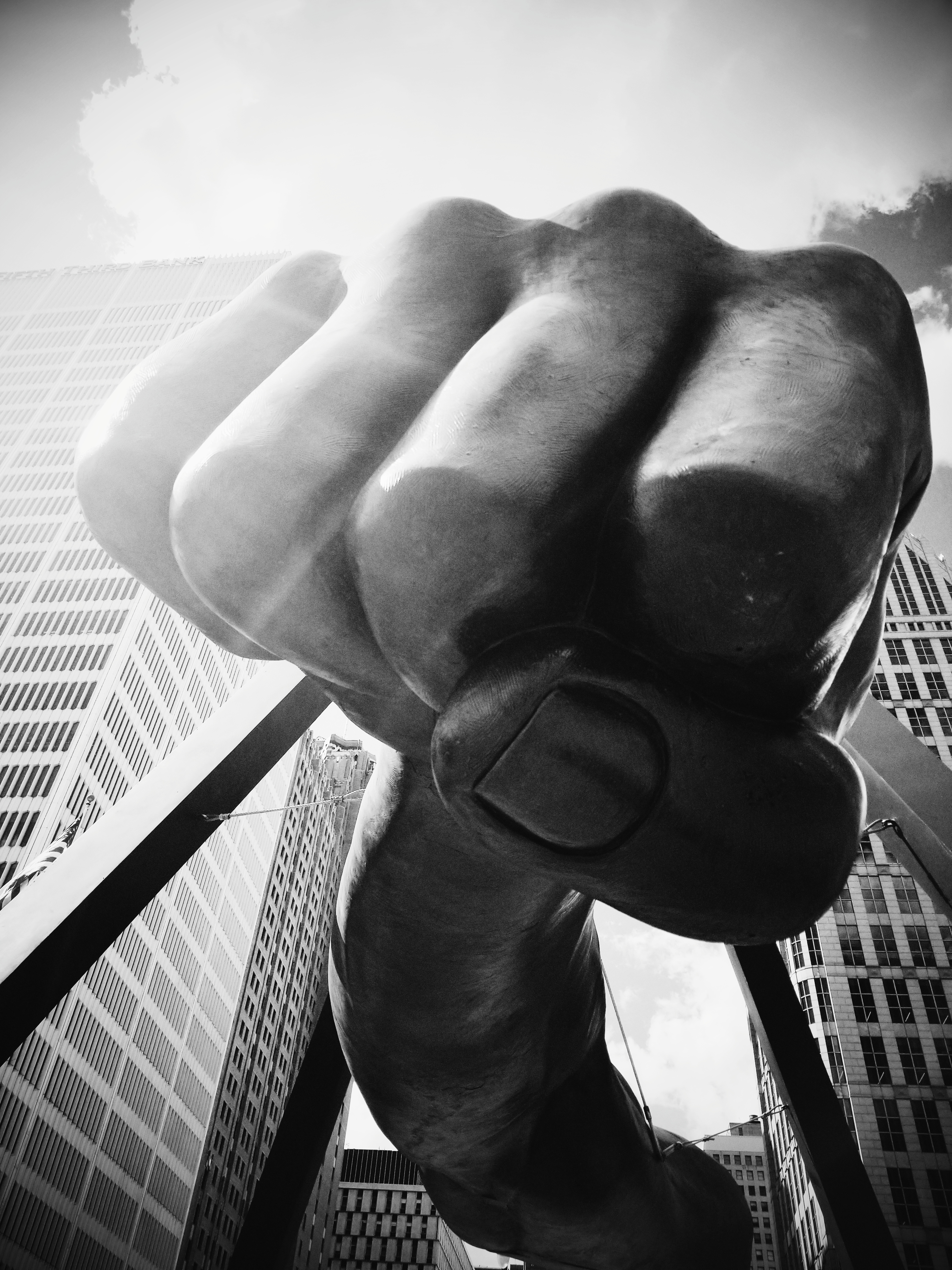
Detroit, Monumento a Joe Louis

Le impressionanti prestazioni da dilettante attirarono subito su di lui l'attenzione dei promoter professionali. Al suo aspetto fisico placido e apparentemente pigro, Louis contrapponeva, sul ring, grandi velocità e agilità unite a una straordinaria potenza, per cui ebbe il soprannome di "Brown Bomber" ("Bombardiere nero"). Louis decise di essere rappresentato da un procuratore di colore, un bookmaker di Detroit di nome John Roxborough. Roxborough lo convinse che i manager bianchi non avevano alcun vero interesse nel vedere un pugile nero farsi strada: «[Roxborough] mi parlò del destino della maggior parte dei pugili neri, quelli con manager di pelle bianca, che finivano con un nulla di fatto e sul lastrico prima ancora di raggiungere il massimo della forma. I manager bianchi non erano interessati agli uomini di cui si occupavano, ma solo ai soldi che potevano guadagnare da loro. Non si prendevano tempo a sufficienza per assicurarsi che i combattenti avessero un allenamento adeguato, che vivessero comodamente o mangiassero bene, o avessero qualche soldo in tasca. Mr. Roxborough stava parlando del Black Power ("il potere nero") prima che diventasse popolare».
Roxborough conosceva un manager dell'area metropolitana di Chicago, di nome Julian Black, che si occupava già di un gruppo di mediocri pesi massimi, contro cui Louis avrebbe potuto affinare la sua arte. Una volta entrato in squadra, Black sollecitò Jack "Chappie" Blackburn, un altro nativo di Chicago, a diventare allenatore di Louis.
I primi incontri professionali di Joe si svolsero tutti nell'area di Chicago. Il suo debutto da professionista avvenne tra i pesi massimi il 4 luglio 1934 contro Jack Kracken, al Bacon Casino di Chicago sud. Il match terminò con un KO al 1º round per Louis, che guadagnò il premio di 59 dollari. Nel settembre 1934, mentre stava pubblicizzando un incontro a Detroit contro il canadese Alex Borchuk, Roxborough fu sottoposto a pressioni da parte della Commissione pugilistica dello Stato del Michigan, che aveva intenzione di associare Joe ad un promotore bianco. John rifiutò e continuò ad occuparsi personalmente della carriera di Louis, organizzando match contro Sykes Arte e Stanley Poreda. Nel 1934 disputò un totale di 12 match, vincendoli tutti di cui 10 prima del limite.
Nel 1935 entrò nel management di Joe Louis uno dei più importanti promotori dell'epoca, Mike Jacobs, con il quale firmò un contratto della durata di 3 anni. Il contratto non escludeva Roxborough e Black, con cui Louis al compimento di 21 anni firmò un contratto molto oneroso che trasferiva ad entrambi la metà delle future entrate. Joe Louis e i suoi manager tentavano di discostarsi dall'immagine di Jack Johnson enfatizzando la modestia del "Bombardiere nero" e la sua sportività. Black e Roxborough continuarono attentamente e deliberatamente a gestire l'immagine pubblica di Joe. Essi diedero a Louis i "Sette Comandamenti" per la sua condotta personale, questi includevano: a) mai farsi fotografare con una donna bianca; b) mai prendersi gioco di un avversario sconfitto; c) vivere e combattere in maniera pulita.Durante questo periodo Louis incontrò anche un amico di lunga data, Truman Gibson, che in seguito sarebbe diventato il suo avvocato personale.

#### Verso il titolo mondiale
Sebbene il manager gli trovasse avversari di alto livello, l'iter per combattere per la cintura mondiale era ancora lungo. Negli Stati Uniti, infatti, molti diffidavano della prospettiva di avere un altro campione mondiale nero, dopo Jack Johnson. A molti pugili neri, anche in categorie di peso differenti venivano impediti incontri per i titoli. Quelli a cui venivano concesse occasioni erano pochi.
Il primo ex Campione del Mondo che Louis incontrò fu l'italiano Primo Carnera. Il match fu combattuto il 25 giugno 1935, allo Yankee Stadium di New York, di fronte a una folla di 60 000 spettatori. Fu un match bollente, pieno di cori di tifosi dell'afroamericano, di agenti della sicurezza e di tecnici. Al sesto round, però, Louis atterrò per tre volte l'ex campione del mondo e l'incontro fu interrotto per Ko tecnico, dopo 2 minuti e 23 secondi dall'inizio della ripresa. Sei settimane dopo incontrò King Levinsky, che batté per knock-out tecnico, dopo averlo atterrato per tre volte in soli 2'21" dall'inizio del match. 
Il 24 settembre 1935, allo Yankee Stadium di New York, di fronte a 84.831 spettatori, Joe Louis sconfisse per KO alla quarta ripresa anche Max Baer che aveva scalzato Carnera dal trono mondiale per poi perdere il titolo contro James J. Braddock. Louis inflisse a Max Baer il primo KO della carriera. Il match fu riconosciuto Fight of the year per il 1935.
Concluse il 1935 battendo l'ex campione europeo Paulino Uzcudun, al Madison Square Garden di New York, per arresto del combattimento alla quarta ripresa. Fu l'ultimo match del pugile spagnolo. Nel 1935 Louis segnò un bilancio di 11 match, tutti vinti, di cui nove prima del limite.

#### Il primo match Louis-Schmeling

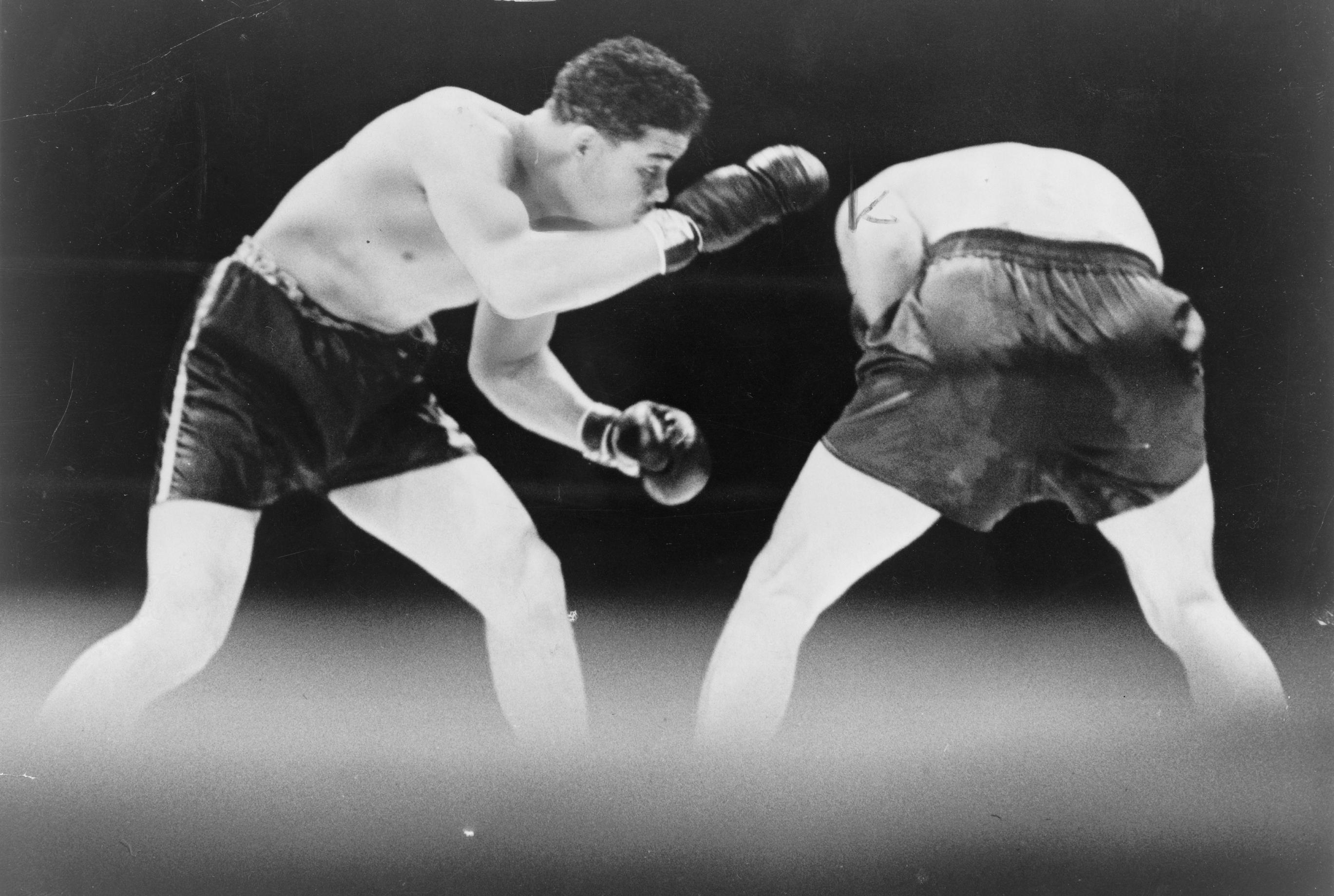
Joe Louis (sinistra) vs. Max Schmeling nel giugno 1936

Louis divenne così lo sfidante n. 1 al titolo mondiale dei pesi massimi e si aggiudicò il premio di "Atleta dell'anno" della Associated Press per il 1935. Il Campione del Mondo James J. Braddock però, ostentando dolori fisici alle articolazioni delle mani, evitava di salire sul ring con il "bombardiere nero". 
Fu allora fissato un match per il giugno 1936 contro il tedesco Max Schmeling. Sebbene fosse un ex campione mondiale, Schmeling non era considerato all'altezza di Louis, che aveva un record di imbattibilità di 27–0. Schmeling aveva conquistato il titolo mondiale nel 1930 per squalifica dell'avversario, Jack Sharkey, che lo aveva colpito con un colpo proibito sotto la cintura. Poi lo aveva riconsegnato al medesimo nel 1932, per sconfitta ai punti. Il tedesco aveva inoltre già 30 anni all'epoca dell'incontro con Louis, ed era considerato un pugile in declino. Louis si allenò per il match a Lakewood, New Jersey, dove ebbe la possibilità di giocare per la prima volta a golf, gioco che sarebbe diventato una delle grandi passioni della sua vita. Louis trascorse la maggior parte del tempo a giocare a golf, piuttosto che allenarsi seriamente.
Al contrario, Schmeling si preparò intensamente per il combattimento. Egli studiò attentamente lo stile di Louis individuando un suo punto debole: l'abitudine di Louis di abbassare la mano sinistra dopo un colpo. Schmeling fu in grado di infliggere a Louis la prima sconfitta in carriera da professionista, mandandolo KO al dodicesimo round allo Yankee Stadium il 19 giugno 1936. Il match fu contemporaneamente definito Fight of the year e Sorpresa dell'anno 1936 da Ring Magazine.
Dopo aver sconfitto Louis, Schmeling si aspettava un match per il titolo con James J. Braddock, ma il campione in carica fornì altre scuse per non salire sul ring a difendere la cintura. Principalmente, i suoi manager dichiararono che Braddock fosse sensibile alle richieste delle leghe anti-naziste degli Stati Uniti di boicottare il pugile tedesco. Il match, già calendarizzato, fu così annullato. Braddock, però, non poté a questo punto evitare di affrontare Louis, dopo due anni che era riuscito a non mettere in palio la sua cintura mondiale né a farsi dichiarare decaduto "a tavolino".

#### La conquista del titolo mondiale e il secondo match Louis-Schmeling

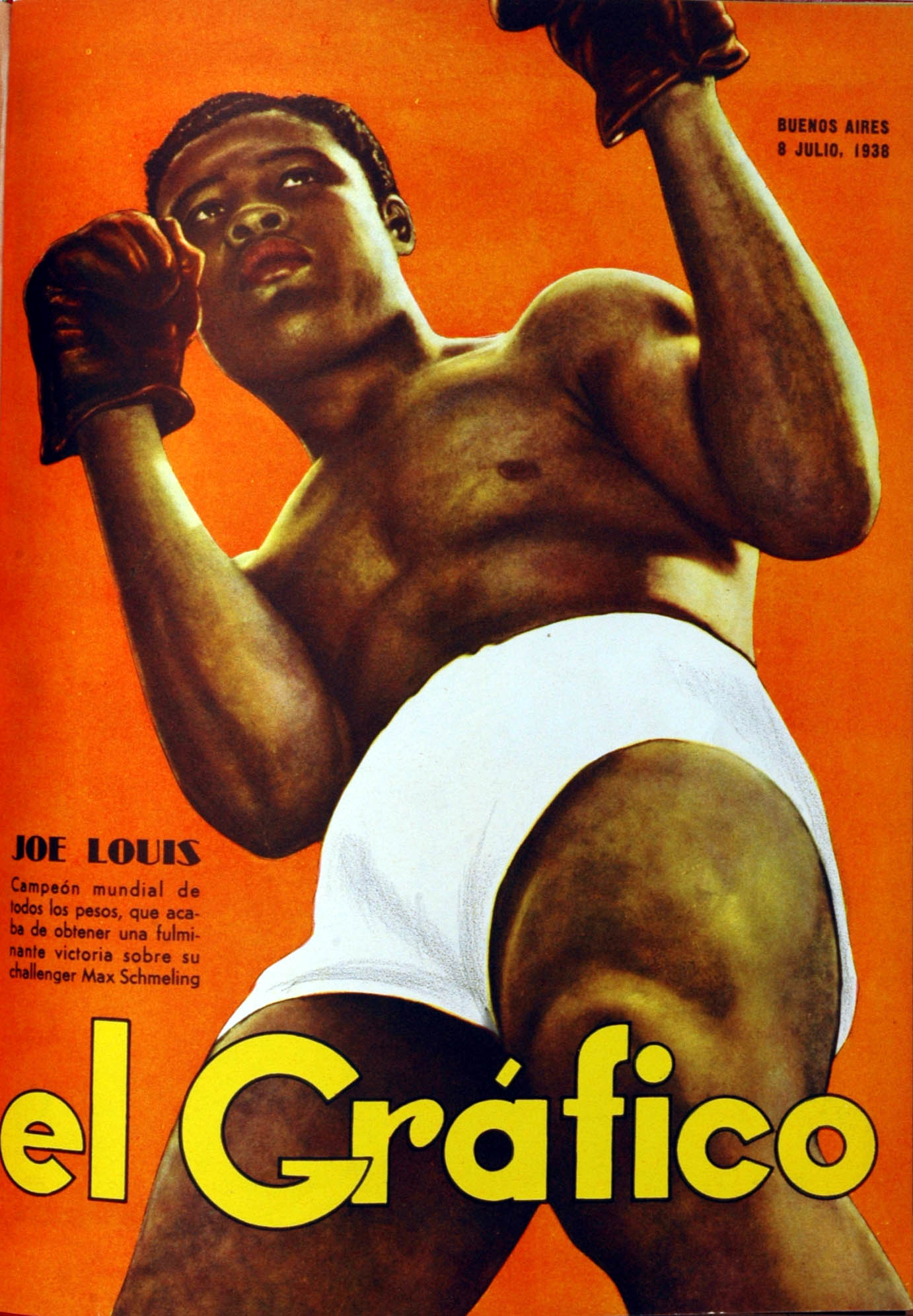
Louis nella copertina di El Gráfico dell'8 luglio 1938 che celebra la sua vittoria contro Max Schmeling

Nel frattempo Louis aveva messo KO, al terzo round, l'altro ex campione del Mondo, Jack Sharkey, inducendolo a lasciare la boxe. Concluse il 1936 con cinque vittorie, tutte prima del limite e una sola sconfitta, quella con Schmeling, anch'essa prima del limite.
Il match "mondiale" con Braddock fu finalmente calendarizzato il 22 giugno 1937 al Comiskey Park Chicago. Braddock aveva ormai 32 anni. Louis 23 ed era il grande favorito. Ciò non toglie che alla prima ripresa, colpito da un montante destro del Campione del Mondo fu il primo a toccare il tappeto. Rialzatosi riuscì comunque vincitore del match per KO all'ottavo round, conquistando così la cintura mondiale. Fu l'unica volta che Braddock perse per KO. Dopo l'incontro Joe Louis dichiarò che il pugile da lui appena detronizzato fosse l'uomo più coraggioso contro cui avesse mai combattuto. 
La prima difesa del titolo mondiale Louis la sostenne contro il quotato Tommy Farr. Questi riuscì a trascinarlo sino al suono della campanella finale senza toccare mai il tappeto. Il verdetto finale in favore di Louis fu però unanime (13-1, 8-6,9-5). Il match fu riconosciuto Fight of the year per il 1937. Louis difese poi vittoriosamente il titolo contro Nathan Mann e Harry Thomas), vincendo in entrambi i casi per KO. Nel giugno 1938 mise in palio il titolo contro Max Schmeling.
Il rematch tra Louis e Schmeling sarebbe diventato uno degli incontri di pugilato più famosi della storia e viene ricordato come uno dei maggiori eventi sportivi del XX secolo. A seguito della sua vittoria su Joe Louis nel 1936, Schmeling era diventato un eroe nazionale in Germania. La vittoria di Schmeling su un pugile afroamericano venne presentata dai nazisti come una prova ufficiale della dottrina della superiorità della razza ariana. Quando la data del rematch venne fissata, questa volta Louis si allenò seriamente. Poche settimane prima della sfida, egli fu ricevuto alla Casa Bianca dal Presidente Franklin D. Roosevelt che gli disse: «Joe, abbiamo bisogno di muscoli come i tuoi per sconfiggere la Germania».
Quando Schmeling arrivò a New York per l'incontro, era in compagnia di un addetto stampa membro del partito nazista che rilasciò dichiarazioni razziste, come per esempio che "un negro non avrebbe mai potuto sconfiggere Schmeling". Disse inoltre che "appena Schmeling avesse vinto il match, il suo premio in denaro sarebbe stato impiegato per costruire dei carri armati in Germania per il Reich".

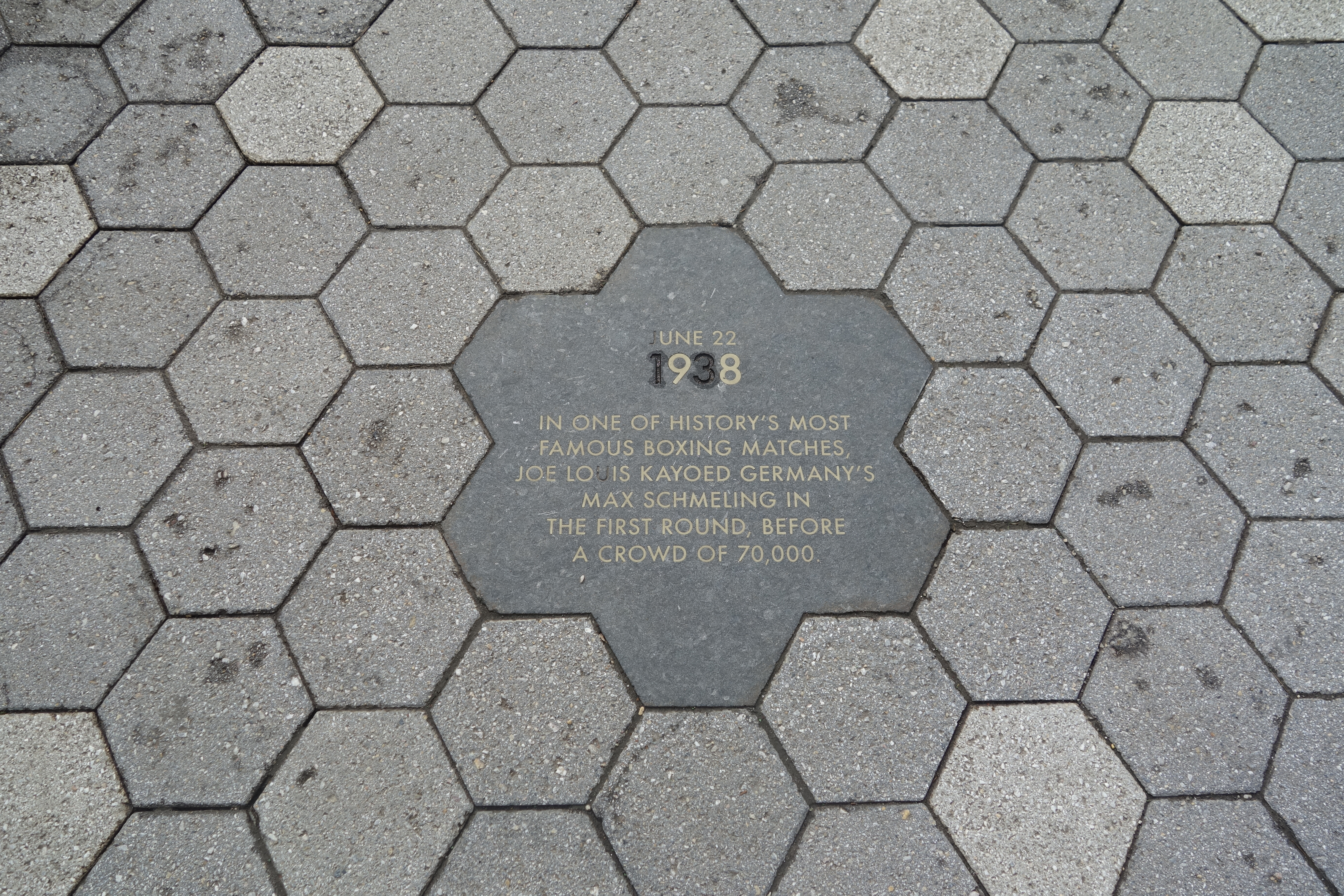
Mattonella in ricordo del secondo incontro Louis-Schmeling in Ruppert Plaza, New York

La sera del 22 giugno 1938, Louis e Schmeling si affrontarono per la seconda volta sul ring. Il match si tenne nuovamente allo Yankee Stadium, di fronte a una folla di 70.043 persone. Tra i presenti c'erano anche celebrità quali Clark Gable, Douglas Fairbanks, Gary Cooper, Gregory Peck, e J. Edgar Hoover. L'incasso della serata fu di 1.015.012 di dollari.
Dopo soli pochi secondi dal suono del gong, Louis scatenò la propria superiore potenza fisica su Schmeling. L'arbitro Arthur Donovan fermò il match per la prima volta dopo un minuto e mezzo dall'inizio, quando Louis mise a segno una combinazione di cinque ganci sinistri e un colpo al fianco facendo urlare di dolore l'avversario. Dopo aver rimandato Louis al suo angolo, Donovan fece ripartire il combattimento, ma Louis colpì subito l'avversario con un potente destro al volto facendolo andare al tappeto. Schmeling riuscì ad alzarsi al conto di "3". A seguito di altri colpi ricevuti, il tedesco crollò nuovamente al tappeto, alzandosi al conto di "2". Con l'avversario ormai privo di difese, Louis mandò al tappeto Schmeling per la terza volta. Il secondo di Schmeling, Max Machon, gettò un asciugamano sul ring in segno di resa – sebbene secondo il regolamento dello Stato di New York, questo non significasse il termine del match. L'arbitro effettuò ugualmente il conteggio e dichiarò Joe Louis vincitore per Kot al primo round. Louis aveva tirato 41 pugni nel match, 31 dei quali andati a segno. Schmeling era stato in grado di portare solo due colpi.
Sonoramente sconfitto, Schmeling dovette restare ricoverato in ospedale per dieci giorni. Nella sua autobiografia, Schmeling descrisse la reazione pubblica all'evento, raccontando di quando la sua ambulanza passò per le strade di Harlem diretta all'ospedale: «Mentre passavamo attraverso Harlem, c'erano rumorose folle danzanti. Le band musicali avevano lasciato i nightclub e i bar e stavano suonando e ballando sui marciapiedi e sulle strade. L'intera area era piena di festeggiamenti, rumori e sassofoni, continuamente punteggiati dalla chiamata del nome di Joe Louis». Negli anni successivi, Louis e Schmeling diventarono amici fuori dal ring, e la loro amicizia durò fino alla morte dello statunitense avvenuta il 12 aprile 1981.

#### Il lungo regno sul trono dei pesi massimi

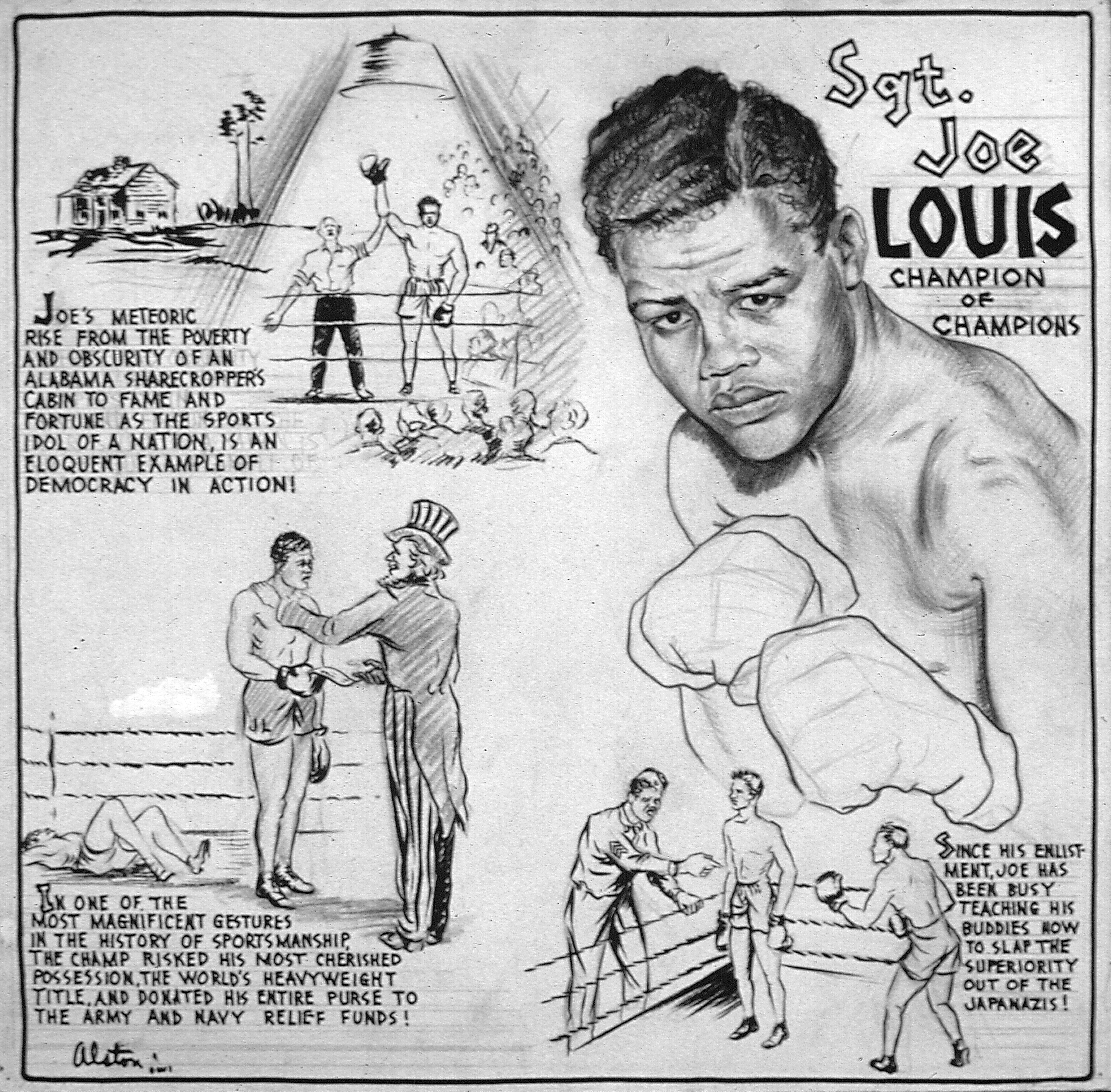
Un manifesto bellico del 1943 nel quale si evidenzia come il sergente Joe Louis abbia donato la borsa di un incontro "mondiale" alle Forze Armate USA

Louis conservò ininterrottamente il titolo mondiale per 12 anni, difendendolo 27 volte, dal 1937 fino al 1948. Oltre a Tommy Farr, soltanto altri due avversari, Arturo Godoy e Jersey Joe Walcott riuscirono a resistere fino alla quindicesima ripresa. Fra i primati di Louis si annoverano cinque incontri nel giro di 25 giorni (nel 1934) e cinque vittorie alla prima ripresa in incontri di campionato.
Tra i match che furono nominati Fight of the year vi fu quello del 1939 con Bob Pastor che Louis si aggiudicò per KO all'undicesima ripresa e il primo incontro con Billy Conn nel 1941, che vide Louis vittorioso per KO al 13º round. Il match è stato inserito (1996) al 6º posto nella classifica di Ring Magazine dei 100 più grandi combattimenti di tutti i tempi. 
Tra il 1943 e il 1945 combatté un solo match, essendo stato arruolato come sergente della riserva a seguito delle vicende della Seconda Guerra mondiale. Un secondo incontro con Billy Conn, nel 1946, ebbe il medesimo risultato del precedente (KO all'ottavo round). 
Non si possono non citare i due match che Louis sostenne contro il futuro Campione del Mondo Jersey Joe Walcott, nel 1947 e nel 1948. Nel primo match, infatti, Walcott riuscì addirittura ad atterrare due volte il Campione del Mondo, al primo e al quarto round. Alla fine Louis si aggiudicò il match grazie a un contrastato (6-7, 8-6, 9-6) e molto discusso verdetto ai punti. Nella dovuta rivincita, allo Yankee Stadium, Louis mise KO Walcott all'11º round, dopo che lo sfidante era riuscito nuovamente ad atterrarlo al terzo round. Al momento del KO finale, Walcott risultava in vantaggio sul cartellino di due giudici su tre. Il quarto round del primo match con Walcott e l'undicesimo del secondo match sono stati giudicati "round of the year", rispettivamente del 1947 e del 1948, dalla rivista Ring Magazine.
Dopo il secondo match con Walcott Joe Louis annunciò ufficialmente il ritiro dal ring e la rinuncia al titolo. In precedenza soltanto Gene Tunney aveva annunciato il ritiro dal pugilato ancora in possesso della cintura mondiale dei pesi massimi.

#### Lo sfortunato rientro
Dopo due anni dal ritiro, per rimediare a difficoltà economiche, Louis annunciò il suo ritorno sul ring. Nel frattempo il titolo mondiale vacante era stato riattribuito in base all'esito di un match tra l'antico avversario di Louis, Jersey Joe Walcott ed Ezzard Charles, proveniente dai mediomassimi, dove aveva sostenuto una eccellente carriera, senza però mai ottenere la chance per il titolo mondiale. Era stato Walcott, però, ad aggiudicarsi ai punti la cintura mondiale dei massimi, che era stata di Louis.
L'incontro si tenne allo Yankee Stadium di New York il 27 settembre 1950 e Louis subì la seconda sconfitta in carriera, battuto nettamente ai punti da Ezzard Charles (10-5, 13-2, 12-3). Dopo questo match, Louis continuò a combattere e si aggiudicò otto match consecutivi, quasi tutti con avversari minori. Soltanto l'ultimo di essi fu combattuto contro il quotato Jimmy Bivins, che Louis batté ai punti il 15 agosto 1951.
Dopo questi avversari, l'International Boxing Club garantì a Louis 300 000 dollari per affrontare l'imbattuto italo-americano Rocky Marciano, all'apice della carriera e lanciato verso la conquista del titolo dei massimi. Nonostante fosse ormai a fine carriera, e nove anni più vecchio dell'avversario, nell'ambiente della boxe molti credevano che Louis avesse comunque ancora una possibilità di farcela. Marciano stesso era dubbioso circa il match, ma alla fine acconsentì comprendendo la situazione economica di Joe Louis.
Al match, combattuto il 26 ottobre 1951 al Madison Square Garden di New York, assistette un pubblico di 17 241 spettatori paganti con un incasso di 152 845 dollari. Ulteriori 185 000 dollari arrivarono dai diritti televisivi e radiofonici per la trasmissione dell'incontro. Joe Louis ricevette un compenso di 132 000 dollari, mentre a Marciano andarono 44 000 dollari. Joe Louis andò al tappeto una prima volta all'ottavo round colpito da un gancio sinistro di Marciano, e meno di trenta secondi dopo fu atterrato nuovamente cadendo tra le corde del ring, e questa volta non riuscì a rialzarsi. Fu il secondo KO in carriera per Louis, che quindi decise di ritirarsi dal pugilato.
La International Boxing Hall of Fame ha riconosciuto Joe Louis fra i più grandi pugili di ogni tempo. Fu eletto Fighter of the year (pugile dell'anno) dalla rivista statunitense Ring Magazine nel 1936, 1938, 1939 e 1941. La medesima rivista lo ha inoltre collocato al 1º posto nella propria classifica dei 100 più grandi "picchiatori" di tutti i tempi e al 4º posto in quella degli 80 migliori pugili degli ultimi 80 anni. Nel 1975 The Ring lo ha inoltre collocato al 1º posto nella classifica dei migliori pesi massimi della storia del pugilato, mentre nel 1994 e nel 1998 lo ha inserito al 2º posto, dietro soltanto a Muhammad Ali. 
Ha chiuso la carriera con un bilancio di 66 vittorie (52 prima del limite), 3 sconfitte (2 prima del limite) e nessun pari.

### Joe Louis e il golf
Una delle altre passioni di Louis era il golf, per il quale ha anche svolto un ruolo storico importante. Era un appassionato di lunga data di questo sport, al quale venne introdotto prima dell'incontro del 1936 con Schmeling. Come altri atleti di colore, tra i quali le ex stelle della NBA Michael Jordan e Charles Barkley, Joe era noto anche per aver mescolato il gioco d'azzardo con il golf. Nel 1952 Louis venne invitato a giocare al San Diego Open come sponsor, diventando così il primo afroamericano a partecipare ad un evento PGA.
Inizialmente il PGA statunitense fu riluttante nel permettere a Louis di partecipare all'evento, avendo ai tempi un decreto di legge che limitava la partecipazione al PGA a soli caucasici. Ciononostante la popolarità di Louis spinse il PGA ad annullare il decreto, dando via libera alla prima generazione di golfisti neri, tra i quali Calvin Peete. Il Brown Bomber in persona diede supporto finanziario alle carriere di molti altri golfisti afroamericani, come Bill Spiller, Ted Rhodes, Howard Wheeler, Clyde Martin e Charlie Sifford. Contribuì anche alla fondazione del First Tee, un ente di beneficenza che aiuta i bambini svantaggiati ad acquisire familiarità con il gioco del golf. Suo figlio, Joe Louis Barrow Jr., gestisce attualmente l'organizzazione.
Nel 2009, il PGA of America ha concesso l'adesione postuma onoraria a Joe Louis.

### Vita privata
Mentre si stava allenando per uno scontro con Lee Ramage, Louis conobbe una giovane segretaria del quotidiano nero Chicago Defender in palestra. Dopo aver sconfitto Ramage, la segretaria, che si chiamava Marva Trotter, venne invitata ad una festa di celebrazione al Chicago's Grand Hotel. Marva sarebbe in seguito diventata la sua prima moglie nel 1935. 
Nel 1955 Louis sposò Rose Morgan, da cui divorziò nel 1958; successivamente sposò Martha Jefferson, la prima donna avvocato della California.

### Morte

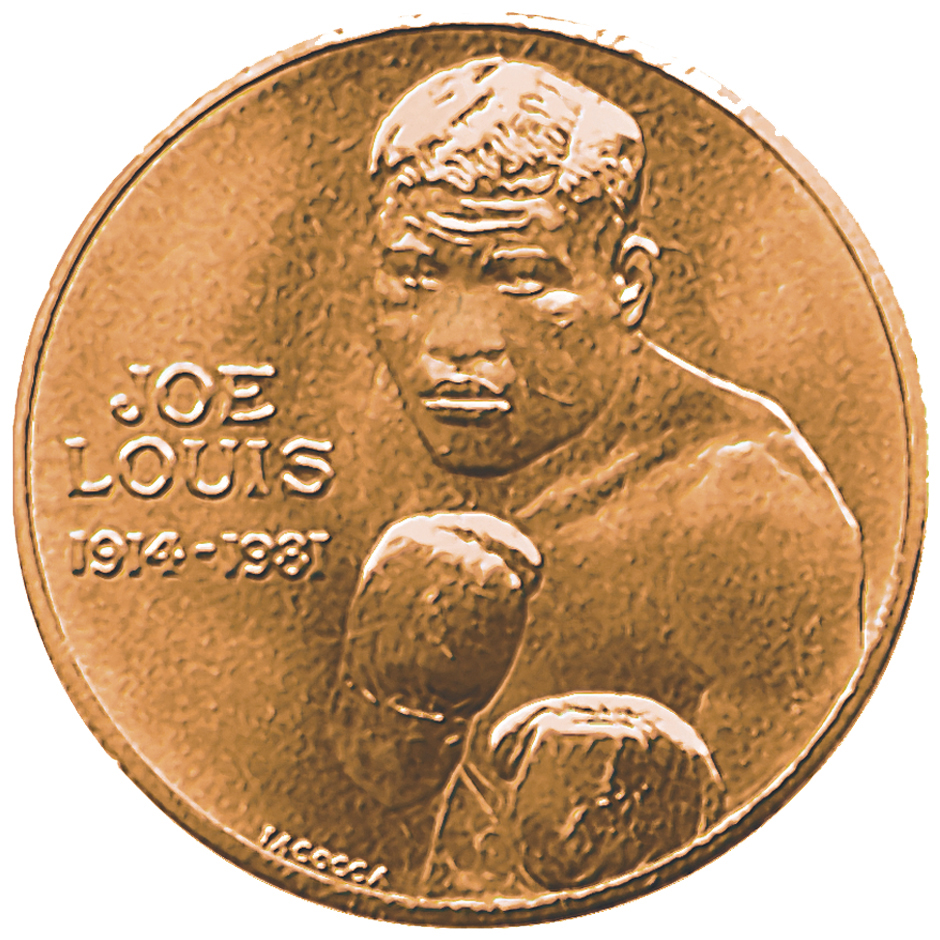
Medaglia d'oro del Congresso emessa alla memoria di Joe Louis

Dopo il ritiro dall'attività agonistica, Louis si trasferì a Las Vegas, dove divenne uomo di relazioni per l'hotel Caesars Palace, lavoro procuratogli dal suo ex sparring partner Ash Resnick. Tra il 1954 e il 1955 ha combattuto alcuni incontri professionali di wrestling. Lavorò anche nello staff di Sonny Liston, che considerava suo erede, e come agente di Muhammad Ali.
Dedito all'eroina ed in difficoltà economiche, negli anni settanta Louis scoprì di essere affetto da una grave cardiopatia e fu sottoposto a due interventi chirurgici a cuore aperto nell'ospedale di Houston da parte del noto chirurgo Michael DeBakey. Le operazioni furono pagate da Frank Sinatra, che era suo amico.
Joe Louis morì solo e inseguito dal fisco, a causa di un arresto cardiaco il 12 aprile 1981 a soli 66 anni. Grazie ad un intervento del Presidente degli Stati Uniti d'America Ronald Reagan, fu sepolto con gli onori militari nel cimitero nazionale di Arlington.

## Risultati nel pugilato
| Ris.  | Record | Avversario         | Tipo              | Rnd. Tempo   | Data       | Luogo                                       | Note |
| ----- | ------ | ------------------ | ----------------- | ------------ | ---------- | ------------------------------------------- | --- |
| Perso | 61-3   | Rocky Marciano     | TKO               | 8 (10)       | 26-10-1951 | Madison Square Garden, New York             | |
| Vinto | 61-2   | Jimmy Bivins       | Decisione (unan.) | 12           | 15-08-1951 | Baltimora, Maryland                         | |
| Vinto | 60-2   | Cesar Brion        | Decisione (unan.) | 12           | 01-08-1951 | San Francisco, California                   | |
| Vinto | 59-2   | Lee Savold         | KO                | 6 (15) 2:29  | 15-06-1951 | Madison Square Garden, New York             | |
| Perso | 58-2   | Ezzard Charles     | Decisione (unan.) | 15           | 27-09-1950 | Yankee Stadium, New York                    | Match valido per il titolo mondiale dei pesi massimi                                                                 |
| Vinto | 58-1   | Jersey Joe Walcott | KO                | 11 (15)      | 25-06-1948 | Yankee Stadium, New York                    | Match valido per i titoli The Ring e Lineare                                                                         |
| Vinto | 57-1   | Jersey Joe Walcott | Decisione (unan.) | 15           | 05-12-1947 | Madison Square Garden, New York             | Match valido per i titoli The Ring e Lineare                                                                         |
| Vinto | 56-1   | Tami Mauriello     | KO                | 1 (15)       | 18-09-1946 | Yankee Stadium, New York                    | Match valido per i titoli The Ring e Lineare                                                                         |
| Vinto | 55-1   | Billy Conn         | KO                | 8 (15)       | 19-06-1946 | Yankee Stadium, New York                    | Match valido per i titoli The Ring e Lineare                                                                         |
| Vinto | 54-1   | Johnny Davis       | TKO               | 1 (4)        | 14-11-1944 | Memorial Auditorium, Buffalo, New York      | Match valido per il titolo NYSAC dei pesi massimi                                                                    |
| Vinto | 53-1   | Abe Simon          | TKO               | 6 (15)       | 27-03-1942 | Madison Square Garden, New York             | Match valido per i titoli The Ring e Lineare                                                                         |
| Vinto | 52-1   | Buddy Baer         | KO                | 1 (15)       | 09-01-1942 | Madison Square Garden, New York             | Match valido per i titoli The Ring e Lineare                                                                         |
| Vinto | 51-1   | Lou Nova           | TKO               | 6 (15)       | 29-09-1941 | Polo Grounds, New York                      | Match valido per i titoli The Ring e Lineare                                                                         |
| Vinto | 50-1   | Billy Conn         | KO                | 13 (15)      | 18-06-1941 | Polo Grounds, New York                      | Match valido per i titoli The Ring e Lineare                                                                         |
| Vinto | 49-1   | Buddy Baer         | Squalifica        | 7 (15)       | 23-05-1941 | Griffith Stadium, Washington                | Match valido per i titoli The Ring e Lineare Baer squalificato dopo che il suo manager si rifiutò di uscire dal ring |
| Vinto | 48-1   | Tony Musto         | TKO               | 9 (15)       | 08-04-1941 | St. Louis Arena, St. Louis, Missouri        | Match valido per i titoli The Ring e Lineare                                                                         |
| Vinto | 47-1   | Abe Simon          | TKO               | 13 (20)      | 21-03-1941 | Olympia, Detroit, Michigan                  | Match valido per i titoli The Ring e Lineare                                                                         |
| Vinto | 46-1   | Gus Dorazio        | KO                | 2 (15)       | 17-02-1941 | Convention Hall, Filadelfia, Pennsylvania   | Match valido per i titoli The Ring e Lineare                                                                         |
| Vinto | 45-1   | Red Burman         | KO                | 5 (15)       | 31-01-1941 | Madison Square Garden, New York             | Match valido per i titoli The Ring e Lineare                                                                         |
| Vinto | 44-1   | Al McCoy           | Ritiro            | 5 (15)       | 16-12-1940 | Madison Square Garden, New York             | Match valido per i titoli The Ring e Lineare                                                                         |
| Vinto | 43-1   | Arturo Godoy       | TKO               | 8 (15)       | 20-06-1940 | Yankee Stadium, New York                    | Match valido per i titoli The Ring e Lineare                                                                         |
| Vinto | 42-1   | Johnny Paychek     | TKO               | 2 (15)       | 29-03-1940 | Madison Square Garden, New York             | Match valido per i titoli The Ring e Lineare                                                                         |
| Vinto | 41-1   | Arturo Godoy       | Decisione         | 15           | 09-02-1940 | Madison Square Garden, New York             | Match valido per i titoli The Ring e Lineare                                                                         |
| Vinto | 40-1   | Bob Pastor         | KO                | 11 (20)      | 20-09-1939 | Briggs Stadium, Detroit, Michigan           | Match valido per i titoli The Ring e Lineare                                                                         |
| Vinto | 39-1   | Tony Galento       | TKO               | 4 (15)       | 28-06-1939 | Yankee Stadium, New York                    | Match valido per i titoli The Ring e Lineare                                                                         |
| Vinto | 38-1   | Jack Roper         | KO                | 1 (10)       | 17-04-1939 | Wrigley Field, Los Angeles                  | Match valido per i titoli The Ring e Lineare                                                                         |
| Vinto | 37-1   | John Henry Lewis   | KO                | 1 (15)       | 25-01-1939 | Madison Square Garden, New York             | Match valido per i titoli The Ring e Lineare                                                                         |
| Vinto | 36-1   | Max Schmeling      | KO                | 1 (15) 2:04  | 22-06-1938 | Yankee Stadium, New York                    | Match valido per i titoli The Ring e Lineare                                                                         |
| Vinto | 35-1   | Harry Thomas       | KO                | 5 (15)       | 04-04-1938 | Chicago Stadium, Chicago                    | Match valido per i titoli The Ring e Lineare                                                                         |
| Vinto | 34-1   | Nathan Mann        | KO                | 3 (15)       | 23-02-1938 | Madison Square Garden, New York             | Match valido per i titoli The Ring e Lineare                                                                         |
| Vinto | 33-1   | Tommy Farr         | Decisione (unan.) | 15           | 30-08-1937 | Yankee Stadium, New York                    | Match valido per i titoli The Ring e Lineare                                                                         |
| Vinto | 32-1   | James J. Braddock  | KO                | 8 (15)       | 22-01-1937 | Comiskey Park, Chicago                      | Vince i titoli NBA, NYSAC, The Ring e Lineare dei pesi massimi                                                       |
| Vinto | 31-1   | Natie Brown        | KO                | 4 (10)       | 17-02-1937 | Municipal Auditorium, Kansas City           | |
| Vinto | 30-1   | Bob Pastor         | Decisione (unan.) | 10           | 29-01-1937 | Madison Square Garden, New York             | |
| Vinto | 29-1   | Steve Ketchel      | KO                | 2 (4)        | 01-11-1937 | Broadway Auditorium, Buffalo, New York      | |
| Vinto | 28-1   | Eddie Simms        | TKO               | 1 (10)       | 14-12-1936 | Public Auditorium, Cleveland, Ohio          | |
| Vinto | 27-1   | Jorge Brescia      | KO                | 3 (10)       | 10-09-1936 | Hippodrome Theatre, New York                | |
| Vinto | 26-1   | Al Ettore          | KO                | 5 (15)       | 22-09-1936 | Municipal Stadium, Filadelfia, Pennsylvania | |
| Vinto | 25-1   | Jack Sharkey       | KO                | 3 (10)       | 18-08-1936 | Yankee Stadium, New York                    | |
| Perso | 24-1   | Max Schmeling      | KO                | 12 (15) 2:29 | 19-06-1936 | Yankee Stadium, New York                    | |
| Vinto | 24-0   | Charley Retzlaff   | KO                | 1 (15)       | 17-01-1936 | Chicago Stadium, Chicago                    | |
| Vinto | 23-0   | Paulino Uzcudun    | TKO               | 4 (15)       | 13-12-1935 | Madison Square Garden, New York             | |
| Vinto | 22-0   | Max Baer           | KO                | 4 (15)       | 24-09-1935 | Yankee Stadium, New York                    | |
| Vinto | 21-0   | King Levinsky      | TKO               | 1 (10)       | 07-08-1935 | Comiskey Park, Chicago                      | |
| Vinto | 20-0   | Primo Carnera      | TKO               | 6 (15)       | 25-06-1935 | Yankee Stadium, New York                    | |
| Vinto | 19-0   | Biff Bennett       | KO                | 1 (6)        | 22-04-1935 | Memorial Hall, Dayton, Ohio                 | |
| Vinto | 18-0   | Roy Lazer          | KO                | 3 (10)       | 12-04-1935 | Chicago Stadium, Chicago                    | |
| Vinto | 17-0   | Natie Brown        | Decisione (unan.) | 10           | 29-03-1935 | Olympia, Detroit, Michigan                  | |
| Vinto | 16-0   | Don "Red" Barry    | TKO               | 3 (10)       | 08-03-1935 | New Dreamland Auditorium, San Francisco     | |
| Vinto | 15-0   | Lee Ramage         | TKO               | 2 (10)       | 21-02-1935 | Wrigley Field, Los Angeles                  | |
| Vinto | 14-0   | Hans Birkie        | TKO               | 10 (10)      | 11-01-1935 | Duquesne Gardens, Pittsburgh, Pennsylvania  | |
| Vinto | 13-0   | Patsy Perroni      | Punti             | 10           | 04-01-1935 | Olympia, Detroit, Michigan                  | |
| Vinto | 12-0   | Lee Ramage         | TKO               | 8 (10)       | 24-12-1934 | Chicago Stadium, Chicago                    | |
| Vinto | 11-0   | Charley Massera    | KO                | 3 (10)       | 30-11-1934 | Coliseum, Chicago                           | |
| Vinto | 10-0   | Stanley Poreda     | KO                | 1 (10)       | 14-11-1934 | Arcadia Gardens, Chicago                    | |
| Vinto | 9-0    | Jack O'Dowd        | KO                | 2 (10)       | 31-10-1934 | Arcadia Gardens, Chicago                    | |
| Vinto | 8-0    | Art Sykes          | KO                | 8 (10)       | 24-10-1934 | Arcadia Gardens, Chicago                    | |
| Vinto | 7-0    | Adolph Wiater      | Punti             | 10           | 26-09-1934 | Arcadia Gardens, Chicago                    | |
| Vinto | 6-0    | Al Delaney         | TKO               | 4 (10)       | 11-09-1934 | Naval Armory, Detroit                       | |
| Vinto | 5-0    | Buck Everett       | KO                | 2 (8)        | 27-08-1934 | Marigold Gardens Outdoor Arena, Chicago     | |
| Vinto | 4-0    | Jack Kranz         | Decisione (unan.) | 8            | 13-08-1934 | Marigold Gardens Outdoor Arena, Chicago     | |
| Vinto | 3-0    | Larry Udell        | TKO               | 2 (8)        | 30-07-1934 | Marigold Gardens Outdoor Arena, Chicago     | |
| Vinto | 2-0    | Willie Davies      | TKO               | 3 (6)        | 12-07-1934 | Bacon's Arena, Chicago                      | |
| Vinto | 1-0    | Jack Kracken       | KO                | 1 (6)        | 07-07-1934 | Bacon's Arena, Chicago                      | |